# Museo delle Terre Nuove
Il Museo delle Terre Nuove, che ha sede nel Palazzo d'Arnolfo a San Giovanni Valdarno, descrive il fenomeno delle "Terre Nuove", che interessò buona parte dell'Europa nel Basso Medioevo, dedicando una particolare attenzione alla Toscana.

## Le Terre Nuove
Furono chiamate con questo appellativo quelle cittadine fondate dopo l'anno mille dai poteri centrali, concedendo agli abitanti un lotto di terreno per costruirvi le proprie abitazioni e che godevano di una certa autonomia.

Questo in realtà fu un modo per estendere il proprio controllo sul territorio.

## Le sale
Il Museo si sviluppa su due piani, per un totale di 13 sale tematiche.

### Piano terra
- Sala 1: Il palazzo di Arnolfo
- Sala 2: Le Terre Nuove in Europa
- Sala 3: Le Terre Nuove fiorentine

### Primo piano
- Sala 4: Le Terre Nuove in Toscana
- Sala 5: La Rivoluzione urbana nel Tardo Medioevo
- Sala 6: L'urbanistica delle Terre Nuove fiorentine
- Sala 7: Le architetture di una Terra Nuova
- Sala 8: Sala consiliare
- Sala 9: Le nuove comunità
- Sala 10: Fondare una Terra Nuova
- Sala 11: La nascita di Castel San Giovanni
- Sala 12: Lo sviluppo di una nuova identità
- Sala 13: Vivere a Castel San Giovanni